# Fedora Barbieri
Fedora Barbieri (Trieste, 4 giugno 1920 – Firenze, 5 marzo 2003) è stata un mezzosoprano italiano.

## Biografia
Cominciò giovanissima a studiare canto a Trieste sotto la guida di Federico Bugamelli e Luigi Toffolo. Dopo pochissimi mesi vinse una borsa di studio indetta dal Teatro Lirico di Firenze, passando quindi a studiare alla scuola del Maggio Musicale Fiorentino sotto la guida di Giulia Tess.
Esordì il 4 novembre 1940 come Fidalma ne Il matrimonio segreto al Teatro comunale di Firenze, con immediato successo. Nel 1941 interpretò il ruolo di Dariola nella prima assoluta di Don Juan de Manara di Franco Alfano al Maggio Musicale Fiorentino. Partecipò ad alcune riprese di lavori a quel tempo quasi sconosciuti: Il ritorno di Ulisse in patria (Firenze 1942) e L'Orfeo (Cremona 1942) di Claudio Monteverdi, Flaminio di Giovanni Battista Pergolesi (Siena 1943). Cantò per la prima volta all'estero in Polonia nel 1941.
Nel 1942 debuttò alla Scala con la Nona sinfonia di Beethoven diretta da Victor De Sabata; si esibì regolarmente nel teatro milanese dal 1945 al 68 in ruoli da protagonista e ancora negli anni 80 in ruoli di fianco. Nel 1943 si ritirò dalle scene in seguito al matrimonio, ritornando a calcare il palcoscenico l'anno successivo.
Debuttò al Metropolitan Opera di New York nel 1950, nel Don Carlo che inaugurò la lunga direzione di Rudolf Bing. Ritornò assiduamente al Met fino al 56, per poi riapparirvi in ruoli di fianco nel decennio 66-76. Nel 1950 approdò anche alla Royal Opera House di Londra in tournée con la Scala, con Falstaff e il Requiem verdiano. Tornò a Londra nel 1957-58 e nel 64. Nel 1970 interpretò il ruolo della Moglie nella prima assoluta de L'idiota di Luciano Chailly all'Opera di Roma.
Si esibì saltuariamente fino agli anni '90 in un repertorio selezionato di ruoli comprimari di opere come Suor Angelica, Falstaff, Boris Godunov, 
Andrea Chénier, Gianni Schicchi, Cavalleria rusticana. Proprio con il ruolo di Mamma Lucia diede l'addio alle scene il 3 novembre 2000 al Teatro Comunale di Firenze, dopo sessant'anni di attività e 109 ruoli interpretati
Sposata Barlozzetti, ebbe due figli. Visse prevalentemente a Firenze.

## Vocalità e personalità interpretativa
Dotata di una voce di bel timbro e di grande potenza ed estensione (dal fa naturale grave al si acuto), si impose come interprete esuberante e intensa di ruoli drammatici (Azucena, Amneris, Carmen, Dalila), ma fu capace anche di compostezza in interpretazioni sei-settecentesche, tra cui Orfeo ed Euridice alla Scala sotto la guida di Wilhelm Furtwängler.

## Repertorio
| Ruolo                   | Titolo                         | Autore       |
| ----------------------- | ------------------------------ | ------------ |
| Dariola                 | Don Juan de Manara             | Alfano       |
| Adalgisa                | Norma                          | Bellini      |
| Carmen                  | Carmen                         | Bizet        |
| Chončakovna             | Il principe Igor'              | Borodin      |
| Lizaveta                | L'idiota                       | Chailly      |
| Neris                   | Medea                          | Cherubini    |
| Principessa di Bouillon | Adriana Lecouvreur             | Cilea        |
| Fidalma                 | Il matrimonio segreto          | Cimarosa     |
| Leonora di Guzman       | La favorita                    | Donizetti    |
| Pierotto                | Linda di Chamounix             | Donizetti    |
| Zaida                   | Don Sebastiano                 | Donizetti    |
| La vecchia Madelon      | Andrea Chénier                 | Giordano     |
| Orfeo                   | Orfeo ed Euridice              | Gluck        |
| Cornelia                | Giulio Cesare in Egitto        | Händel       |
| Deianira                | Eracle                         | Händel       |
| Baronessa Grünwiesel    | Il giovane Lord                | Henze        |
| Mamma Lucia             | Cavalleria rusticana           | Mascagni     |
| Orfeo                   | L'Orfeo                        | Monteverdi   |
| Telemaco                | Il ritorno di Ulisse in patria | Monteverdi   |
| L'ostessa               | Boris Godunov                  | Musorgskij   |
| Giunone                 | Orfeo all'inferno              | Offenbach    |
| Debora                  | Debora e Jaele                 | Pizzetti     |
| Clitennestra            | Ifigenia                       | Pizzetti     |
| Laura Adorno/La Cieca   | La Gioconda                    | Ponchielli   |
| Maria Akhrosimova       | Guerra e pace                  | Prokof'ev    |
| La zia principessa      | Suor Angelica                  | Puccini      |
| Zita                    | Gianni Schicchi                | Puccini      |
| Isabella                | L'italiana in Algeri           | Rossini      |
| Berta                   | Il barbiere di Siviglia        | Rossini      |
| Angelina                | La Cenerentola                 | Rossini      |
| Dalila                  | Sansone e Dalila               | Saint-Saëns  |
| Margaretha              | Genoveva                       | Schumann     |
| Giocasta                | Oedipus Rex                    | Stravinskij  |
| Peronella               | Boccaccio                      | Suppè        |
| Celestina               | La Celestina                   | Testi        |
| Giovanna                | Rigoletto                      | Verdi        |
| Azucena                 | Il trovatore                   | Verdi        |
| Ulrica                  | Un ballo in maschera           | Verdi        |
| Preziosilla             | La forza del destino           | Verdi        |
| Principessa d'Eboli     | Don Carlo                      | Verdi        |
| Amneris                 | Aida                           | Verdi        |
| Mrs Quickly             | Falstaff                       | Verdi        |
| Brangane                | Tristano e Isotta              | Wagner       |
| Margarita               | I quatro rusteghi              | Wolf-Ferrari |
| La Comandante           | I cavalieri di Ekebù           | Zandonai     |

## Discografia

### Incisioni in studio
- Un ballo in maschera, con Beniamino Gigli, Maria Caniglia, Gino Bechi, dir. Tullio Serafin - EMI 1943
- La Cenerentola (film, solo voce) - regia Fernando Cerchio - Lori Randi (Angelina) - Gino Del Signore (Don Ramiro) - Afro Poli (Dandini) - Vito De Taranto (Don Magnifico) - Franca Tamantini, (Tisbe, voce Fernanda Cadoni), dir. Oliviero De Fabritiis, 1948
- La Gioconda, con Maria Callas, Gianni Poggi, Paolo Silveri, Giulio Neri, dir. Antonino Votto Cetra 1952
- Il trovatore, con Jussi Björling, Zinka Milanov, Leonard Warren, Nicola Moscona, dir. Renato Cellini RCA 1952
- La favorita, con Gianni Raimondi, Carlo Tagliabue, Giulio Neri, dir. Angelo Questa Cetra 1954
- Aida, con Zinka Milanov, Jussi Bjorling, Leonard Warren, Boris Christoff, dir. Jonel Perlea RCA 1955
- Aida, con Maria Callas, Richard Tucker, Tito Gobbi, Giuseppe Modesti, dir. Tullio Serafin EMI 1955
- Il trovatore, con Giuseppe Di Stefano, Maria Callas, Rolando Panerai, Nicola Zaccaria, dir. Herbert von Karajan EMI 1956
- Un ballo in maschera, con Giuseppe di Stefano, Maria Callas, Tito Gobbi, dir. Antonino Votto EMI 1956
- Falstaff, con Tito Gobbi, Rolando Panerai, Elisabeth Schwarzkopf, Anna Moffo, Luigi Alva, dir. Herbert von Karajan EMI 1956
- Linda di Chamounix, con Antonietta Stella, Cesare Valletti, Renato Capecchi, Giuseppe Taddei, dir. Tullio Serafin Philips 1956
- Suor Angelica, con Victoria de los Ángeles, dir. Tullio Serafin EMI 1957
- Il barbiere di Siviglia (Berta), con Sherrill Milnes, Beverly Sills, Nicolai Gedda, Renato Capecchi, Ruggero Raimondi, dir. James Levine EMI 1974

### Registrazioni dal vivo
- Adriana Lecouvreur (selez.), con Maria Caniglia, Beniamino Gigli, dir. Ettore Panizza - Buenos Aires 1948
- Il trovatore (selez.), con Beniamino Gigli, Maria Caniglia, Carlos Guichandut, dir. Ettore Panizza - Buenos Aires 1948
- Don Carlo, con Jussi Bjorling, Cesare Siepi, Robert Merrill, Delia Rigal, dir. Fritz Stiedry - Met 1950
- Messa di requiem, con Herva Nelli, Giuseppe Di Stefano, Cesare Siepi, dir. Arturo Toscanini - Carnegie Hall 1951
- Don Carlo, con Richard Tucker, Jerome Hines, Delia Rigal, Paolo Silveri, dir. Fritz Stiedry Met 1952
- Don Carlo, con Mirto Picchi, Nicola Rossi-Lemeni, Enzo Mascherini, Maria Pedrini, dir. Franco Capuana - Genova 1953
- Medea, con Maria Callas, Gino Penno, Giuseppe Modesti, Maria Luisa Nache,  dir. Leonard Bernstein - La Scala 1953
- Medea, con Maria Callas, Carlos Guichandut, Mario Petri, Gabriella Tucci, dir. Vittorio Gui - Firenze 1953
- La forza del destino, con Mario Del Monaco, Renata Tebaldi, Aldo Protti, Cesare Siepi, dir. Dimitri Mitropoulos - Firenze 1953
- Guerra e pace, con Franco Corelli, Ettore Bastianini, Rosanna Carteri, Anselmo Colzani, dir. Artur Rodziński - Firenze 1953
- La Gioconda, con Anna De Cavalieri, Giuseppe Di Stefano, Aldo Protti, Mario Petri, dir. Tullio Serafin - Napoli 1953
- Carmen, con Mario Del Monaco, Hilde Gueden, Frank Guarrera, dir. Fritz Reiner - Met 1953
- Don Sebastiano, con Gianni Poggi, Giulio Neri, Enzo Mascherini - dir. Carlo Maria Giulini - Firenze 1955
- Aida, con Antonietta Stella, Franco Corelli, Anselmo Colzani, dir. Vittorio Gui - Napoli 1955
- Don Carlo, con Angelo Lo Forese, Cesare Siepi, Ettore Bastianini, Anita Cerquetti, dir. Antonino Votto - Firenze 1956
- Il trovatore, con Mario Filippeschi, Antonietta Stella, Aldo Protti, Plinio Clabassi, dir. Franco Capuana - Napoli 1957
- Don Carlo, con Jon Vickers, Boris Christoff, Tito Gobbi, Gré Brouwenstijn, dir. Carlo Maria Giulini - Londra 1958
- Il trovatore, con Franco Corelli, Mirella Parutto, Giangiacomo Guelfi, dir. Gabriele Santini - Napoli 1960
- Il trovatore, con Franco Corelli, Mirella Parutto, Ettore Bastianini, dir. Oliviero De Fabritiis - Berlino 1961
- Debora e Jaele, con Clara Petrella, Bruno Prevedi,  Lino Puglisi, Adriana Lazzarini, Wladimiro Ganzarolli, Nicola Zaccaria, dir. Antonino Votto - La Scala 1963
- Falstaff, con Ezio Flagello, Phyllis Curtin, Mildred Miller, Frank Guarrera, Luigi Alva, dir. Bruno Amaducci - Met 1967
- I quatro rusteghi, con Magda Olivero, Nicola Rossi-Lemeni, Agostino Lazzari, dir. Ettore Gracis - Torino 1969

## Videografia
- Adriana Lecouvreur - Marcella Pobbe/Nicola Filacuridi/Otello Borgonovo, dir. Alfredo Simonetto - RAI 1955 House of Opera/GOP (solo audio)
- Falstaff - Giuseppe Taddei/Scipio Colombo/Rosanna Carteri/Anna Moffo/Luigi Alva, dir. Tullio Serafin - RAI 1956
- Il trovatore - Leyla Gencer/Mario del Monaco/Ettore Bastianini, dir. Fernando Previtali - 1957 Hardy Classics/RAI
- Andrea Chenier - Plácido Domingo/Gabriela Benacková/Piero Cappuccilli, dir. Nello Santi - 1981 Deutsche Grammophon
- Rigoletto - Ingvar Wixell/Edita Gruberova/Luciano Pavarotti, dir. Luciano Chailly/regia Jean-Pierre Ponnelle - 1982 Deutsche Grammophon
- Cavalleria rusticana (Mamma Lucia) - Elena Obrazcova/Plácido Domingo/Renato Bruson, dir. Georges Prêtre/regia Franco Zeffirelli - 1982

## Programmi radiofonici Rai
- Il matrimonio segreto, con Sesto Bruscantini, Alda Noni, Tito Schipa, Boris Christoff, Hilde Gueden, dir. Mario Rossi - ripresa dal vivo Teatro alla Scala 1949